# Франц Швестка
Франц Швестка е чешки композитор и концертмайстор.

## Биография
През 1879 г. е създаден Пловдивският духов оркестър. Той се нуждае от подготвени ръководни кадри и по тази причина са привлечени чужди музиканти. Тогава в Пловдив пристига роденият през 1848 г. чех Франц Швестка.
Той е завършил Пражката военна консерватория и е работил като концертмайстор в опера на Храдец Кралове. В Пловдив е назначен за учител по музика и за втори капелмайстор на оркестъра към учебния батальон.
От репертоара на Пловдивския духов оркестър по онова време, който се състои от 72 музикални пиеси, 26 от тях са дело на талантливия чех, а останалите са аранжирани от него. Музикантът е автор на първия „Български кадрил“, на маршове, посветени на княз Александър Батенберг, княз Александър Богориди и генерал Вилхелм Щрекер. Имал е амбицията да създаде първата българска опера. Вероятно с това е свързан и големият му интерес и пристрастие към българския музикален фолклор. Той влага много усилия в събирането и класифицирането на автентични народни мелодии от различни краища на България.
За съжаление ранната му смърт през 1883 г. оставя осиротели не само съпругата и двете им деца, но и българската музика.
Въпреки че умира твърде млад, Швестка успява да завърши един от замислените си трудове, основополагащ за българската музикална култура. Това е „Българска китка“ – сборник, съдържащ партитури на български, руски, чешки и турски народни песни, аранжирани за духов оркестър. Авторът го посвещава на Областното събрание на Източна Румелия. Не желаейки да изчака издаването му, затруднено по ред причини, композиторът изготвя саморъчно 60 ръкописни екземпляра, предназначени за нуждите на духовите оркестри в автономната област – училищни и други, като всеки е подписан от него. Две години по-късно, посмъртно, „Българска китка“ е издадена във Виена, но мелодиите са аранжирани за клавирно изпълнение. На корицата е изобразено българско хоро – танцьори и гайдар.